# Sophie von Kühn

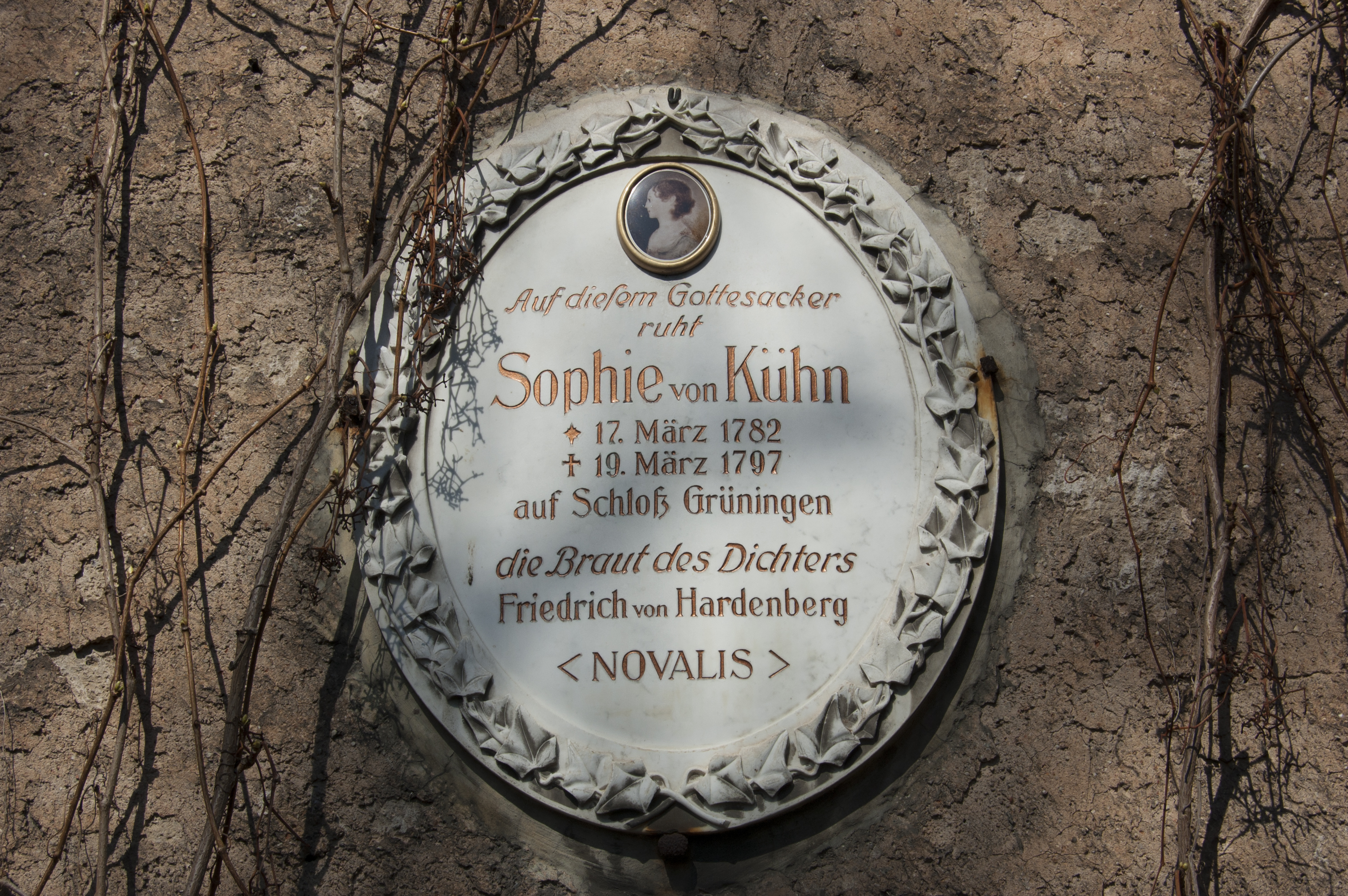
Placa commemorativa a Sophie von Kühn a la paret de l'església rural de Grüningen

Christiane Wilhelmine Sophie von Kühn (* 17 de març de 1782; † 19 de març de 1797 a Schloss Grüningen, Greußen) va ser la promesa de Friedrich von Hardenbergs (Novalis), filòsof i poeta romàntic alemany. Va morir als 15 anys i ell en va conservar el record en moltes de les seves obres, en especial als Himnes a la nit (1800).
Sophie era la fillastra del capità Johann Rudolf von Rockenthien i filla de Sophie Wilhelmine von Kühn. A Grüningen, avui en dia un agregat de Greußen, el 17 de novembre de 1794 es van trobar per primer cop Sophie, que aleshores tenia 12 anys, i Novalis, que en tenia 22. Novalis va explicar al seu germà Erasmus en una carta que un "quart d'hora" havia decidit sobre la seva vida. El 17 de març de 1795, el dia del seu tretzè aniversari, es va formalitzar un prometatge no oficial amb Friedrich von Hardenberg.
El novembre de 1795 Sophie emmalaltí greument però es va recuperar aparentment. Després de tres operacions difícils (aleshores encara sense anestèsia) entre maig i juliol de 1796, va morir el 19 de març de 1797. L'esquela de la seva família per la defunció de Sophie va aparèixer al Leipziger Zeitung el dissabte 25 de març de 1797.
Sophie tenia dues germanes (Friederike i Karoline) i dos germans (George i Hans von Kühn). També tenia una germanastra del primer matrimoni del seu pare Johann Georg von Kühn, dita Wilhelmine von Kühn i quatre germanastres més del matrimoni de la seva mare amb Johann Rudolph von Rockenthien.